# Narimanovi járás

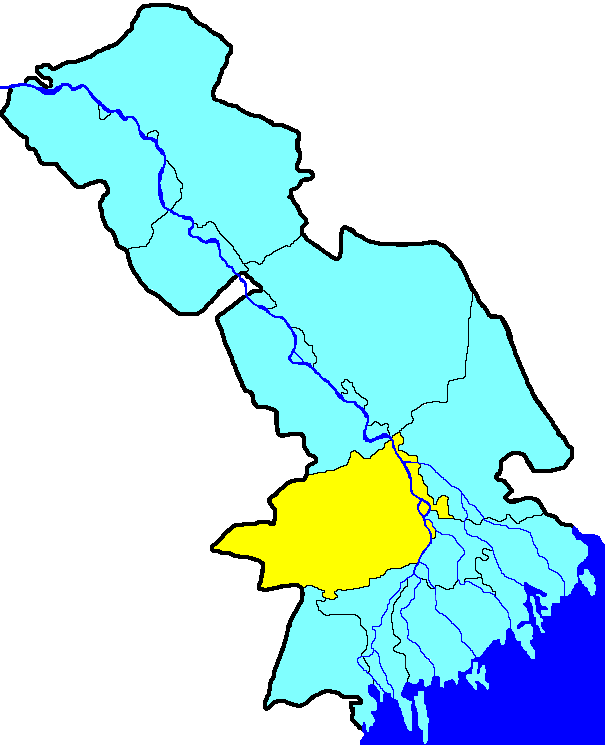
A Narimanovi járás az Asztraháni területen

A Narimanovi járás (oroszul Наримановский муниципальный район) Oroszország egyik járása az Asztraháni területen. Székhelye Narimanov.

## Népesség
- 1989-ben 43 332 lakosa volt.
- 2002-ben 44 077 lakosa volt.
- 2010-ben 45 457 lakosa volt, melyből 18 729 orosz, 11 185 kazah, 9 165 tatár, 933 cigány, 917 dargin, 736 török, 714 kalmük, 600 csecsen, 335 azeri, 224 ukrán, 167 üzbég, 156 lezg, 144 örmény, 139 nogaj, 135 avar, 129 kumik, 75 tadzsik, 55 fehérorosz, 45 koreai, 43 grúz, 41 csuvas, 39 türkmén, 32 oszét, 31 német, 30 kirgiz, 29 moldáv, 27 tabaszaran, 19 mordvin, 16 baskír, 16 lak, 10 ingus stb.